# Trauma vertebrale
Il trauma vertebrale è un danno traumatico, più o meno permanente, a carico della colonna vertebrale, le cui conseguenze consistono spesso in una invalidità permanente.

## Aspetti anatomo-funzionali
La colonna vertebrale è composta di circa 33 segmenti sovrapposti ed articolati tra loro (le vertebre) che permettono - entro limiti di escursione relativamente ridotti - movimenti di rotazione, flesso-estensione sui piani laterale e frontale, e - grazie alla presenza dei dischi intervertebrali - un minimo di elasticità negli stimoli di compressione verticale sulla colonna vertebrale. Il complesso osteo-articolare, insieme alla imponente muscolatura assiale che ne aiuta la funzione, rappresenta così una vera colonna di sostegno per il nostro organismo, ma soprattutto esercita l'importante funzione di proteggere quella parte importante ed insostituibile del sistema nervoso centrale che è il midollo spinale, deputato a condurre tutti gli stimoli motori dal centro (cervello) alla periferia (nervi e muscoli), e tutti gli stimoli sensoriali (sensazioni termiche, tattili, dolorifiche, percezione del corpo nello spazio e quindi la raffinata abilità nel movimento possibile negli equilibristi) dalla periferia al centro.

## Clinica

### Classificazione e definizione dei traumi della colonna vertebrale
I traumi della colonna vertebrale possono essere classificati: 
- per sede anatomica (cervicale, dorsale, lombare, sacrale);
- per il grado di danno determinato sulla vertebra (infrazione, frattura, scomposizione) e sulle strutture articolari e tendinee adiacenti;
- per il grado di danno determinato sulle strutture neurologiche (amieliche, ossia senza danno neurologico, mieliche, con danno neurologico da minore a transezione completa del midollo, danno radicolare);
- per il tipo di insulto che si esercita sulla colonna (carico verticale in compressione o distrazione, traslazione, ossia carico orizzontale al piano vertebrale, iperestensione/iperflessione, rotazione, o associazione in vario grado dei precedenti).

## Esami diagnostici
Dopo l'esame clinico del malato, il primo esame strumentale di pronto soccorso è la radiografia diretta. Questa permette infatti di stabilire rapidamente la sede anatomica e direttamente l'entità del danno vertebrale, indirettamente il rischio di danno neurologico. Permette inoltre di restringere il campo su cui applicare studi diagnostici più elaborati.
La risonanza magnetica e la tomografia computerizzata (TAC) con ricostruzione della finestra ossea permettono, la prima, uno studio accurato delle delicate strutture nervose contenute nel canale vertebrale, la seconda, una maggiore definizione, anche in 3D, della o delle vertebre dimostrate danneggiate dalla radiografia diretta. Ove le condizioni cliniche del malato lo consentano, si può completare l'iter diagnostico con lo studio funzionale neurofisiologico, che, con l'elettromiografia e i potenziali evocati, può confermare il livello anatomico e l'entità del danno neurologico. Lo stesso studio può inoltre essere prolungato anche eventualmente in sala operatoria, per monitorizzare le funzioni mentre il malato si trova in anestesia generale.

## Trattamento
Il traumatizzato non va toccato che da mani esperte. Se il trauma è lieve può essere sufficiente una immobilizzazione temporanea in corsetto esterno. Attualmente ne esistono di molti tipi, tra cui quelli rimovibili e modellabili, i quali consentono di modellare la forma sulle specifiche necessità del paziente, e quelli rigidi in gesso, ormai abbandonati.
Nei traumi gravi dovrà esser valutata l'indicazione al trattamento chirurgico o se, in alternativa, potrà esser sufficiente un trattamento di tipo conservativo.
Il trattamento chirurgico è indispensabile nei casi in cui vi è danno delle strutture nervose, oppure instabilità vertebrale.

## Aspetti sociali
I traumi della colonna vertebrale sono una voce della medicina e chirurgia che pesa gravemente nel bilancio sociale ed economico delle società moderne. Infatti sono notevolmente in aumento in proporzione all'incremento di incidenti sulla strada e sul lavoro. Inoltre vanno tristemente ad incidere in modo prevalente in una fascia di età medio-giovanile. Al contrario dei traumi cranici, che per esempio hanno risentito positivamente dell'uso obbligatorio del casco nella guida dei veicoli a due ruote, per i traumi della colonna vertebrale non vi sono al momento presidi atti a prevenire gravi danni da incidente stradale. Viene automatico quindi raccomandare, soprattutto nei giovani che cominciano a guidare le motociclette, un corso specifico che insegni fin dall'inizio la prudenza e moderazione nella velocità di guida e - per tutti - l'abitudine a non viaggiare stanchi e in stato di ebbrezza, anche se lieve.